# Neolophonotus mafingaensis
Neolophonotus mafingaensis är en tvåvingeart som beskrevs av Jason Gilbert Hayden Londt 1988. Neolophonotus mafingaensis ingår i släktet Neolophonotus och familjen rovflugor.
Artens utbredningsområde är Zambia. Inga underarter finns listade i Catalogue of Life.